# Театар на Ђумруку
Театар на Ђумруку или Ђумрукана је прво стално позориште у Београду, радило је током 1841. и 1842. године, у близини данашњег Савског пристаништа Луке Београд.

## Оснивање
Најзаслужнији за поснивање Театра на Ђумруку (царинарници) били су познати српски комедиограф и једна од централних позоришних личности у Срба Јован Стерија Поповић, Атанасије Николић, професор математике и „земљемерења” на Лицеуму Књажевства сербског (прве високе школе у Србији) и Петар Радовановић, такође професор Лицеума и секретар Министарства просвете. Поповић и Николић су 1840. године обновили рад позоришта у Крагујевцу. Сва тројица у Београд су дошли 1841, када је Лицеј, на коме су били предавачи, пресељен из Крагујевца у Београд, нову престоницу Кнежевине Србије.
Николић је био иницијатор оснивања позоришта, док му је у том послу Стерија свесрдно помагао. Театар на Ђумруку је практично био наставак Стеријиног и Николићевог рада започетог у Крагујевцу 1840. године. У покретању новог позоришта наишли су на подршку Кнеза Михаила, па је позориште током свог рада једним делом финансирано и државном субвенцијом.
Влада је наредила да се за потребе позоришта преуреди сала једног великог магацина у Ђумрукани (Царинарници) на Савском пристаништу, тада једној од највећих београдских грађевина.
Од почетка бригу о театру водило је Попечитељство просвештенија (Министарство просвете), које је за управника именовало Петра Радовановића, једног од најзначајнијих српских културно-просветних и школских посленика у првој половини 19. века. Атанасије Николић је такође имао звање управника и бавио се пословима из уметничких области, док је Радовановић био задужен за финансијско и организационо пословање и функцију управника обављао је целим током постојања Театра на Ђумруку.

## Две фазе рада
Позориште је отворено 4. децембра 1841. (сви датуми у тексту наведени су по старом календару) делом Јована Стерије Поповића „Смрт Стефана Дечанског”.
Делатност Театра на Ђумруку се дели у две фазе. У првој фази, од 4. децембра 1841. до 25. фебруара 1842. глумачки ансамбл су чинили аматери.
У фебруару је оформљен професионални глумачки ансамбл. У „Новинама Србским” расписан је конкурс за сталне глумце. На оглас су се јавили чланови српско-хрватске дружине из Загреба (који су били окупљени у „Домородном театралном друштву” из Загреба, некадашњем „Летећем дилетантском позоришту”, насталом у Новом Саду). Управа позоришта их је ангажовала и оформљен је професионални ансамбл, који је 26. фебруара извео комад „Милош Обилић”, Јована Стерије Поповића. Тако је Театар на Ђумруку постао прво професионално позориште у Србији.

## Гашење
Театар на Ђумруку престао је да ради крајем августа 1842, за време буне уставобранитељa. Последња представа одиграна је 16. (или 19) августа. Убрзо је Тома Вучић Перишић подигао буну током које је са власти свргнут Михаило Обреновић, чест посетилац Театра на Ђумруку.
Садашња адреса некадашње Ђумрукане је Карађорђева 13. Ту је планирана изградња објекта за ансамбл „Коло”.